# 윌 맥코맥
윌 매코맥(Will McCormack, 1974년 1월 13일 ~ )은 미국의 각본가, 배우이다.
플레인필드에서 태어났다.

## 출연 작품
- 토이 스토리 4 (2019년)
- 시간의 주름 (2018년)
- 아몽 레이븐스 (2014년)
- 알렉스 오브 베니스 (2014년)
- 일렉트릭 슬라이드 (2014년)
- 러브, 비하인드 (2012년) - 스킬즈 역
- 스토리즈 USA (2007, Stories USA)
- 윈드피셔맨 (2007년)
- 어느날 갑자기 (2006년) - 제이슨 역
- 시리아나 (2005년)
- 프라임 러브 (2005년)
- 엘프 (2003년)
- 어벤던 (2002년) - 오거스트 역
- 파이브 건스 (2001년)
- 보일러 룸 (2000년)
- 콜린 피츠 살아있다! (1997년)

### 텔레비전
- 더트 (2007-08) - 리오 스필러 역
- 인 플레인 사이트 (2008-12)